# Bottenlutning
Bottenlutning är inom kanalströmning samma sak som geometriskt fall av själva botten i ett vattendrag, öppet dike eller en kanal. Bottenlutningen anges ofta i promille (‰).
{\displaystyle I_{b}=F={\dfrac {\Delta z}{L}}}
där
Ib = Bottenlutning (-)
F = Geometriskt fall (-)
Δz = Geodetisk höjdskillnad (m)
L = Horisontell längd (m)

## Förväxlingsrisk
Bottenlutningen (Ib) ska inte förväxlas med det hydrotekniska fallet (I), som ju är det samma som energilinjens lutning. Det är bara när vi har en bestämmande sektion som bottenlutningen överensstämmer med det hydrotekniska fallet (I = Ib).